# Singapura nos Jogos Olímpicos de Verão da Juventude de 2010
Singapura sediou e participou dos Jogos Olímpicos de Verão da Juventude de 2010 na sua capital, a Cidade de Singapura. Mesmo com a maior delegação - 130 atletas em todos os 26 esportes - e jogando em casa, Singapura colecionou apenas 2 pratas e 4 bronzes.

## Medalhistas
| Medalha | Nome | Esporte       | Evento                       | Data         |
| ------- | --- | ------------- | ---------------------------- | ------------ |
| Prata   | Rainer Kai Wee Ng | Natação       | 50 m costas masculino        | 18 de agosto |
| Prata   | Isabelle Siyun Li | Tênis de mesa | Simples feminino             | 23 de agosto |
| Bronze  | Jia Jun Daryl Tan | Taekwondo     | Até 55 kg masculino          | 16 de agosto |
| Bronze  | Shafinas Abdul Rahman | Taekwondo     | Até 55 kg feminino           | 16 de agosto |
| Bronze  | Audrey Pei Lin Yong | Vela          | Techno 293 feminino          | 25 de agosto |
| Bronze  | Hamzah Fazil Irfan Mohamed Hazim Hassan Syazwan Mohamed Dhukhilan Jeevamani Firdaus Mohd Radhi Kasim Hanafi Mohd Iskander Khairul Bryan Neubronner Brandon Koh Sunny Ng Illyas Lee Fashah Rosedin Jeffrey Lightfoot Muhaimin Suhaimi Ammirul Mazlan Jonathan Tan | Futebol       | Torneio Masculino de Futebol | 25 de agosto |

## Atletismo
| Evento                        | Atleta                                     | Qualificação | Qualificação | Final     | Final        |
| Evento                        | Atleta                                     | Resultado    | Posição      | Resultado | Posição      |
| ----------------------------- | ------------------------------------------ | ------------ | ------------ | --------- | ------------ |
| 1000 m feminino               | Ranjitha Raja                              | 3:07.66      | 18º (11º q1) | 3:03.90   | 5º (Final B) |
| 110 m com barreiras masculino | Sean Renjie Toh                            | 15.09        | 16º (5º q1)  | 14.24     | 2º (Final C) |
| 100 m feminino                | Wei Liang                                  | 12.79        | 18º (4º q2)  | 12.85     | 3º (Final C) |
| Revezamento feminino          | Wei Liang (como integrante da equipe Ásia) |              |              | 2:15.01   | 5º           |
| 100 m com barreiras feminino  | Wei Ning Goh                               | 15.01        | 16º (4º q1)  | 14.92     | 4º (Final C) |
| 400 m feminino                | Wendy Enn                                  | 1:02.74      | 21º (6º q3)  | 1:02.43   | 5º (Final C) |
| 1000 m masculino              | Zachary Ryan Devaraj                       | 2:32.27      | 16º (8º q2)  | 2:31.75   | 6º (Final B) |

## Badminton
| Evento            | Atleta     | Fase de grupos | Fase de grupos                                         | Fase de grupos                      | Fase de grupos                          | Fase de grupos | Quartas-de-final                       | Semifinais  | Final       | Pos. final  |
| Evento            | Atleta     | Grupo          | 1ª rodada                                              | 2ª rodada                           | 3ª rodada                               | Pos.           | Quartas-de-final                       | Semifinais  | Final       | Pos. final  |
| ----------------- | ---------- | -------------- | ------------------------------------------------------ | ----------------------------------- | --------------------------------------- | -------------- | -------------------------------------- | ----------- | ----------- | ----------- |
| Simples masculino | Huang Chao | H              | IND Sairaneeth Bhamidipati V 2-1 (21-12, 18-21, 21-17) | PER Mario Cuba V 2-0 (21-15, 21-10) | NZL Asher Richardson V 2-0 (21-7, 21-8) | 1º             | MAS Loh Wei Sheng D 0-2 (18-21, 16-21) | Não avançou | Não avançou | Não avançou |

## Basquetebol
| Evento    | Elenco                                                                 | Preliminares | Preliminares                                                                                            | Preliminares | Classificação 17-20                                            | Pos. final |
| Evento    | Elenco                                                                 | Grupo        | Resultados                                                                                              | Pos.         | Classificação 17-20                                            | Pos. final |
| --------- | ---------------------------------------------------------------------- | ------------ | --- | ------------ | -------------------------------------------------------------- | ---------- |
| Feminino  | Jia Hui Hannah Ng Hui Min Tok Zoe Eng Rui Jia Alanna Lim               | B            | GER Alemanha D 22-33 USA Estados Unidos D 11-34 BLR Bielorrússia D 9-32 ANG Angola D 14-20              | 5º           | VAN Vanuatu V 26-10 THA Tailândia D 28-29 CHI Chile D 15-16    | 19º        |
| Masculino | Mingrong Jabez Su Wen Qiang Russell Low Jun Wei Tan Larry Hua Sen Liew | C            | CAF República Centro-Africana D 17-25 TUR Turquia D 24-28 ISR Israel D 14-27 USA Estados Unidos D 21-31 | 5º           | RSA África do Sul V 21-12 PAN Panamá V 33-20 IND Índia V 31-20 | 17º        |

## Boxe
| Evento                     | Atleta     | Preliminares | Semifinais                | Disputa pelo bronze          | Pos. final |
| -------------------------- | ---------- | ------------ | ------------------------- | ---------------------------- | ---------- |
| Peso mosca-ligeiro (48 kg) | Mohd Hamid | Sem oponente | AZE Salman Alizadeh D 1-9 | UZB Zohidjon Hoorboyev D 0-7 | 4º         |

## Canoagem
| Evento                  | Atleta                | Tomada de tempo | Tomada de tempo | 1ª rodada                                   | 2ª rodada (repescagem)                   | Oitavas-de-final                                | Quartas-de-final                        | Semi-finais        | Final              | Pos. final |
| Evento                  | Atleta                | Resultado       | Pos.            | Oponente Resultado                          | Oponente Resultado                       | Oponente Resultado                              | Oponente Resultado                      | Oponente Resultado | Oponente Resultado | Pos. final |
| ----------------------- | --------------------- | --------------- | --------------- | ------------------------------------------- | ---------------------------------------- | ----------------------------------------------- | --------------------------------------- | ------------------ | ------------------ | ---------- |
| Velocidade K1 masculino | Brandon Wei Cheng Ooi | 1:34.59         | 14º             | AUS Scott Smith D 1:32.90 (bat. 10)         |                                          | RUS Igor Kalashnikov D 1:33.54 (bat. 7)         | Não avançou                             | Não avançou        | Não avançou        | 10º        |
| Slalom K1 masculino     | Brandon Wei Cheng Ooi | 1:33.49         | 6º              | BUL Boris Nedyalkov V 1:35.24 (bat. 5)      |                                          | IRI Ali Aghamirzaeijenaghrad V 1:35.80 (bat. 7) | FRA Guillaume Bernis D 1:36.92 (bat. 3) | Não avançou        | Não avançou        | 7º         |
| Velocidade K1 feminino  | Nan Feng Wang         | 1:49.96         | 13º             | AUS Jessica Fox D 1:50.14 (bat. 8)          | CZE Pavlina Zasterova V 1:49.20 (rep. 4) | POL Joanna Bruska D 1:53.13 (bat. 4)            | Não avançou                             | Não avançou        | Não avançou        | 14º        |
| Slalom K1 feminino      | Nan Feng Wang         | 1:45.09         | 8º              | BLR Aliaksandra Hryshyna V 1:47.23 (bat. 7) |                                          | BEL Hermien Peters D 1:51.87 (bat. 8)           | Não avançou                             | Não avançou        | Não avançou        | 10º        |

## Ciclismo
| Evento                    | Equipe                      | Corta-mato | Corta-mato | Contra-relógio | Contra-relógio | BMX  | BMX   | Estrada masculino[n1] | Pontos | Pos. final |
| Evento                    | Equipe                      | Fem.       | Masc.      | Fem.           | Masc.          | Fem. | Masc. | Estrada masculino[n1] | Pontos | Pos. final |
| ------------------------- | --------------------------- | ---------- | ---------- | -------------- | -------------- | ---- | ----- | --------------------- | ------ | ---------- |
| Equipes mistas combinadas | Alvin Hui Zhi Phoon         |            |            |                |                |      | 72    | Não completou         | 358    | 29º        |
| Equipes mistas combinadas | Jun Jie Daniel Koh          |            | 72         |                |                |      |       | 72                    | 358    | 29º        |
| Equipes mistas combinadas | Nur Nasthasia Abdul Nazzeer | 40         |            | 40             |                | 32   |       |                       | 358    | 29º        |
| Equipes mistas combinadas | Travis Joshua Woodford      |            |            |                | 30             |      |       | 72                    | 358    | 29º        |

↑  Na prova de estrada apenas a melhor pontuação foi considerada.

## Desportos aquáticos

### Natação

#### Feminino
| Prova                   | Atleta                                                                                | Elims.  | Elims.      | Semifinal   | Semifinal    | Final       | Final       |
| Prova                   | Atleta                                                                                | Tempo   | Pos.        | Tempo       | Pos.         | Tempo       | Pos.        |
| ----------------------- | ------------------------------------------------------------------------------------- | ------- | ----------- | ----------- | ------------ | ----------- | ----------- |
| 100 m livre feminino    | Adeline Shu Jian Winata                                                               | 1:00.64 | 38º (7º q4) | Não avançou | Não avançou  | Não avançou | Não avançou |
| 200 m livre feminino    | Adeline Shu Jian Winata                                                               | 2:12.69 | 37º (5º q2) |             |              | Não avançou | Não avançou |
| 50 m costas feminino    | Adeline Shu Jian Winata                                                               | 31.43   | 15º (5º q3) | 31.48       | 15º (8º sf2) | Não avançou | Não avançou |
| 100 m costas feminino   | Adeline Shu Jian Winata                                                               | 1:08.06 | 30º (6º q2) | Não avançou | Não avançou  | Não avançou | Não avançou |
| 200 m costas feminino   | Adeline Shu Jian Winata                                                               | 2:27.49 | 31º (7º q1) |             |              | Não avançou | Não avançou |
| 400 m livre feminino    | Chriselle Wyn Jia Koh                                                                 | 4:34.28 | 22º (8º q4) |             |              | Não avançou | Não avançou |
| 100 m costas feminino   | Chriselle Wyn Jia Koh                                                                 | 1:09.93 | 35º (8º q2) | Não avançou | Não avançou  | Não avançou | Não avançou |
| 200 m costas feminino   | Chriselle Wyn Jia Koh                                                                 | 2:25.81 | 28º (5º q1) |             |              | Não avançou | Não avançou |
| 50 m livre feminino     | Xiang Qi Amanda Lim                                                                   | 26.61   | 8º (3º q9)  | 26.14       | 6º (3º sf1)  | 26.05       | 6º          |
| 100 m livre feminino    | Xiang Qi Amanda Lim                                                                   | 58.03   | 12º (5º q5) | 57.99       | 11º (6º sf1) | Não avançou | Não avançou |
| 200 m livre feminino    | Xiang Qi Amanda Lim                                                                   | 2:04.68 | 13º (3º q4) |             |              | Não avançou | Não avançou |
| 50 m borboleta feminino | Xiang Qi Amanda Lim                                                                   | 29.48   | 16º (6º q3) | 29.34       | 16º (8º sf1) | Não avançou | Não avançou |
| 50 m peito feminino     | Xin Jing Cheryl Lim                                                                   | 33.82   | 16º (6º q4) | 33.65       | 15º (8º sf1) | Não avançou | Não avançou |
| 100 m peito feminino    | Xin Jing Cheryl Lim                                                                   | 1:14.38 | 21º (3º q2) |             |              | Não avançou | Não avançou |
| 200 m peito feminino    | Xin Jing Cheryl Lim                                                                   | 2:40.23 | 14º (6º q3) |             |              | Não avançou | Não avançou |
| 4x100 m livre feminino  | Adeline Shu Jian Winata Chriselle Wyn Jia Koh Xiang Qi Amanda Lim Xin Jing Cheryl Lim | 4:01.27 | 8º (4º q2)  |             |              | 4:00.43     | 8º          |
| 4x100 m medley feminino | Adeline Shu Jian Winata Chriselle Wyn Jia Koh Xiang Qi Amanda Lim Xin Jing Cheryl Lim | 4:28.56 | 10º (5º q2) |             |              | Não avançou | Não avançou |

#### Masculino
| Prova                     | Atleta                                                                  | Elims.  | Elims.      | Semifinal       | Semifinal    | Final       | Final            |
| Prova                     | Atleta                                                                  | Tempo   | Pos.        | Tempo           | Pos.         | Tempo       | Pos.             |
| ------------------------- | ----------------------------------------------------------------------- | ------- | ----------- | --------------- | ------------ | ----------- | ---------------- |
| 50 m livre masculino      | Arren Xin Hui Quek                                                      | 24.03   | 19º (6º q5) | Não avançou     | Não avançou  | Não avançou | Não avançou      |
| 100 m livre masculino     | Arren Xin Hui Quek                                                      | 52.69   | 28º (6º q4) | Não avançou     | Não avançou  | Não avançou | Não avançou      |
| 200 m livre masculino     | Arren Xin Hui Quek                                                      | 1:57.62 | 30º (3º q2) |                 |              | Não avançou | Não avançou      |
| 50 m costas masculino     | Rainer Kai Wee Ng                                                       |         |             | 26.37           | 2º (1º sf2)  | 26.45       | Medalha de prata |
| 100 m costas masculino    | Rainer Kai Wee Ng                                                       | 57.50   | 8º (5º q3)  | 57.44           | 9º (5º sf1)  | Não avançou | Não avançou      |
| 200 m costas masculino    | Rainer Kai Wee Ng                                                       | 2:06.84 | 11º (4º q3) |                 |              | Não avançou | Não avançou      |
| 100 m borboleta masculino | Rainer Kai Wee Ng                                                       | 57.06   | 21º (8º q4) | Não avançou     | Não avançou  | Não avançou | Não avançou      |
| 50 m peito masculino      | Sheng Jun Pang                                                          | 30.36   | 10º (3º q1) | 30.11           | 10º (5º sf1) | Não avançou | Não avançou      |
| 100 m peito masculino     | Sheng Jun Pang                                                          | 1:06.46 | 21º (6º q4) | Não avançou     | Não avançou  | Não avançou | Não avançou      |
| 50 m borboleta masculino  | Sheng Jun Pang                                                          | 25.63   | 10º (4º q3) | Desclassificado | -- (-- sf1)  | Não avançou | Não avançou      |
| 100 m borboleta masculino | Sheng Jun Pang                                                          | 57.08   | 22º (7º q5) | 54.63           | 10º (5º sf2) | Não avançou | Não avançou      |
| 200 m medley masculino    | Sheng Jun Pang                                                          | 2:06.65 | 16º (7º q4) |                 |              | Não avançou | Não avançou      |
| 50 m livre masculino      | Yong En Clement Lim                                                     | 23.86   | 14º (5º q7) | 23.87           | 14º (7º sf1) | Não avançou | Não avançou      |
| 100 m livre masculino     | Yong En Clement Lim                                                     | 51.40   | 7º (2º q4)  | 51.75           | 13º (7º sf2) | Não avançou | Não avançou      |
| 200 m livre masculino     | Yong En Clement Lim                                                     | 1:52.17 | 10º (3º q4) |                 |              | Não avançou | Não avançou      |
| 400 m livre masculino     | Yong En Clement Lim                                                     | 4:04.24 | 15º (5º q3) |                 |              | Não avançou | Não avançou      |
| 4x100 m livre masculino   | Arren Xin Hui Quek Rainer Kai Wee Ng Sheng Jun Pang Yong En Clement Lim | 3:28.66 | 7º (4º q1)  |                 |              | 3:27.46     | 7º               |
| 4x100 m medley masculino  | Arren Xin Hui Quek Rainer Kai Wee Ng Sheng Jun Pang Yong En Clement Lim | 3:52.89 | 10º (5º q2) |                 |              | Não avançou | Não avançou      |

#### Misto
| Prova                | Atleta                                                                             | Elims.  | Elims.      | Semifinal | Semifinal | Final       | Final       |
| Prova                | Atleta                                                                             | Tempo   | Pos.        | Tempo     | Pos.      | Tempo       | Pos.        |
| -------------------- | ---------------------------------------------------------------------------------- | ------- | ----------- | --------- | --------- | ----------- | ----------- |
| 4x100 m livre misto  | Adeline Shu Jian Winata Arren Xin Hui Quek Xiang Qi Amanda Lim Yong En Clement Lim | 3:42.88 | 12º (4º q3) |           |           | Não avançou | Não avançou |
| 4x100 m medley misto | Adeline Shu Jian Winata Rainer Kai Wee Ng Sheng Jun Pang Xin Jing Cheryl Lim       | 4:08.94 | 12º (5º q3) |           |           | Não avançou | Não avançou |

### Saltos ornamentais
| Evento                              | Atleta               | Elims. | Elims. | Final       | Final       |
| Evento                              | Atleta               | Pontos | Pos.   | Pontos      | Pos. final  |
| ----------------------------------- | -------------------- | ------ | ------ | ----------- | ----------- |
| Trampolim 3 m individual feminino   | Chloe Chan           | 313.95 | 13º    | Não avançou | Não avançou |
| Trampolim 3 m individual masculino  | Han Kuan Lee Timothy | 365.50 | 15º    | Não avançou | Não avançou |
| Plataforma 10 m individual feminino | Myra Jia Wen Lee     | 280.25 | 12º    | 273.95      | 12º         |

## Esgrima
| Evento                       | Atleta                  | Qualificação | Qualificação | Oitavas-de-final                    | Quartas-de-final             | Semifinais         | Final              | Pos. final |
| Evento                       | Atleta                  | Oponente Resultado | Pos.         | Oponente Resultado                  | Oponente Resultado           | Oponente Resultado | Oponente Resultado | Pos. final |
| ---------------------------- | ----------------------- | --- | ------------ | ----------------------------------- | ---------------------------- | ------------------ | ------------------ | ---------- |
| Espada individual feminino   | Rania Herlinda Rahardja | PLE Damyan Jaqmar V 5-2 USA Katharine Holmes D 3-5 CHN Sheng Lin D 2-5 ITA Alberta Santuccio D 1-5 POL Martyna Swatowska D 2-5 SUI Pauline Brunner D 3-5                                          | 12º          | KOR Lee Hye-Won D 10-15             | Não avançou                  | Não avançou        | Não avançou        | 12º        |
| Espada individual masculino  | Wei Hao Lim             | CRC Julian Godoy D 3-5 CAN Alexandre Lyssov V 5-3 GER Nikolaus Bodoczi D 0-5 ROU Lucian Ciovica D 4-5 CZE Ondrej Novotny D 3-5 KOR Byeong Hun-Na D 2-5                                            | 12º          | CZE Ondrej Novotny V 15-11          | CAN Alexandre Lyssov D 13-15 | Não avançou        | Não avançou        | 8º         |
| Florete individual masculino | Xian Shi Justin Ong     | USA Alexander Massialas D 0-5 HKG Nicholas Edward Choi D 4-5 CZE Alexander Choupenitch D 1-5 DEN Alexandros Boeskov-Tsoronis D 1-5 TUR Tevfik Burak Babaoglu D 1-5 CUB Redys Prades Rosabal V 5-2 | 12º          | RUS Kirill Lichagin D 10-15         | Não avançou                  | Não avançou        | Não avançou        | 12º        |
| Florete individual feminino  | Ye Ying Liane Wong      | ESA Ivania Carbello Barrera V 5-2 KOR Duk Ha-Choi D 1-5 HUN Dóra Lupkovics D 1-5 CHN Lianlian Wang V 5-1 SVK Michalla Celerova V 5-1                                                              | 6º           | ESA Ivania Carbello Barrera V 15-12 | RUS Victoria Alexeeva D 5-15 | Não avançou        | Não avançou        | 6º         |

| Evento         | Atleta                                                        | Oitavas-de-final   | Quartas-de-final        | Semifinais              | Disputa pelo bronze       | Pos. final |
| Evento         | Atleta                                                        | Oponente Resultado | Oponente Resultado      | Oponente Resultado      | Oponente Resultado        | Pos. final |
| -------------- | ------------------------------------------------------------- | ------------------ | ----------------------- | ----------------------- | ------------------------- | ---------- |
| Equipes mistas | Ye Ying Liane Wong (como integrante da equipe Ásia-Oceania 1) | Sem oponente       | Equipe Europa 4 V 30-24 | Equipe Europa 2 D 27-30 | Equipe Américas 1 D 24-30 | 4º         |

## Futebol
Masculino:
| Elenco | Preliminares                            | Preliminares | Semifinais      | Disputa pelo Bronze  | Pos. final        |
| Elenco | Grupo D                                 | Pos.         | Semifinais      | Disputa pelo Bronze  | Pos. final        |
| --- | --------------------------------------- | ------------ | --------------- | -------------------- | ----------------- |
| Hamzah Fazil, Irfan Mohamed, Hazim Hassan, Syazwan Mohamed, Dhukhilan Jeevamani, Firdaus Mohd, Radhi Kasim, Hanafi Mohd, Iskander Khairul, Bryan Neubronner, Brandon Koh, Sunny Ng, Illyas Lee, Fashah Rosedin, Jeffrey Lightfoot, Muhaimin Suhaimi, Ammirul Mazlan, Jonathan Tan | ZIM Zimbabwe V 3-1 MNE Montenegro V 3-2 | 1º           | HAI Haiti D 0-2 | MNE Montenegro V 2-1 | Medalha de bronze |

## Ginástica

### Ginástica artística
| Atleta              | Evento                       | Qualificação | Qualificação | Final por aparelhos | Final por aparelhos | Final individual geral | Final individual geral | Final individual geral | Final individual geral | Final individual geral | Final individual geral | Final individual geral | Final individual geral | Final individual geral | Final individual geral |
| Atleta              | Evento                       | Result.      | Pos.         | Result.             | Pos.                | Barras assimétricas    | Trave                  | Solo                   | Salto                  | Cavalo com alças       | Argolas                | Barras paralelas       | Barra fixa             | Total                  | Pos.                   |
| ------------------- | ---------------------------- | ------------ | ------------ | ------------------- | ------------------- | ---------------------- | ---------------------- | ---------------------- | ---------------------- | ---------------------- | ---------------------- | ---------------------- | ---------------------- | ---------------------- | ---------------------- |
| Giam Pei Shi Rachel | Salto feminino               | 12.650       | 30º          | Não avançou         | Não avançou         |                        |                        |                        |                        |                        |                        |                        |                        |                        |                        |
| Giam Pei Shi Rachel | Barras assimétricas feminino | 9.150        | 38º          | Não avançou         | Não avançou         |                        |                        |                        |                        |                        |                        |                        |                        |                        |                        |
| Giam Pei Shi Rachel | Trave feminino               | 12.250       | 29º          | Não avançou         | Não avançou         |                        |                        |                        |                        |                        |                        |                        |                        |                        |                        |
| Giam Pei Shi Rachel | Solo feminino                | 11.800       | 30º          | Não avançou         | Não avançou         |                        |                        |                        |                        |                        |                        |                        |                        |                        |                        |
| Giam Pei Shi Rachel | Individual geral feminino    | 45.850       | 34º          |                     |                     | Não avançou            | Não avançou            | Não avançou            | Não avançou            |                        |                        |                        |                        | Não avançou            | Não avançou            |
| Timothy Tai         | Solo masculino               | 13.200       | 29º          | Não avançou         | Não avançou         |                        |                        |                        |                        |                        |                        |                        |                        |                        |                        |
| Timothy Tai         | Cavalo com alças masculino   | 11.550       | 34º          | Não avançou         | Não avançou         |                        |                        |                        |                        |                        |                        |                        |                        |                        |                        |
| Timothy Tai         | Argolas masculino            | 12.250       | 33º          | Não avançou         | Não avançou         |                        |                        |                        |                        |                        |                        |                        |                        |                        |                        |
| Timothy Tai         | Salto masculino              | 14.100       | 38º          | Não avançou         | Não avançou         |                        |                        |                        |                        |                        |                        |                        |                        |                        |                        |
| Timothy Tai         | Barras paralelas masculino   | 12.150       | 31º          | Não avançou         | Não avançou         |                        |                        |                        |                        |                        |                        |                        |                        |                        |                        |
| Timothy Tai         | Barra fixa masculino         | 12.100       | 37º          | Não avançou         | Não avançou         |                        |                        |                        |                        |                        |                        |                        |                        |                        |                        |
| Timothy Tai         | Individual geral masculino   | 75.350       | 36º          |                     |                     |                        |                        | Não avançou            | Não avançou            | Não avançou            | Não avançou            | Não avançou            | Não avançou            | Não avançou            | Não avançou            |

### Ginástica rítmica
| Evento      | Atleta                                                      | Qualificação | Qualificação | Qualificação | Qualificação | Final       | Final       | Final       | Final       |
| Evento      | Atleta                                                      | Arco         | Fita         | Total        | Pos.         | Arco        | Fita        | Total       | Pos. final  |
| ----------- | ----------------------------------------------------------- | ------------ | ------------ | ------------ | ------------ | ----------- | ----------- | ----------- | ----------- |
| Grupo geral | Kwee Peng Sim Miki Erica Nomura Shing Eng Chia Yi Lin Phaan | 19.600       | 19.550       | 39.150       | 5º           | Não avançou | Não avançou | Não avançou | Não avançou |

## Halterofilismo
| Evento              | Atleta         | Peso corporal (kg) | Arranque (kg) | Arranque (kg) | Arranque (kg) | Arranque (kg) | Arremesso (kg) | Arremesso (kg) | Arremesso (kg) | Arremesso (kg) | Total (kg)   | Pos. final   |
| Evento              | Atleta         | Peso corporal (kg) | 1             | 2             | 3             | Res.          | 1              | 2              | 3              | Res.           | Total (kg)   | Pos. final   |
| ------------------- | -------------- | ------------------ | ------------- | ------------- | ------------- | ------------- | -------------- | -------------- | -------------- | -------------- | ------------ | ------------ |
| Até 58 kg feminino  | Jamie Emma Wee | 57,82              | 47            | 52            | 52            | 52            | 60             | 60             | 63             | 63             | 115          | 8º           |
| Até 62 kg masculino | Joel Wei Law   | Não competiu       | Não competiu  | Não competiu  | Não competiu  | Não competiu  | Não competiu   | Não competiu   | Não competiu   | Não competiu   | Não competiu | Não competiu |

## Handebol
Masculino:
| Elenco | Preliminares                       | Preliminares | Disputa pelo 5º lugar                                                    | Pos. final |
| Elenco | Grupo B                            | Pos.         | Disputa pelo 5º lugar                                                    | Pos. final |
| --- | ---------------------------------- | ------------ | ------------------------------------------------------------------------ | ---------- |
| Izzat Hashim Siraj, Jun Ting Alvin Low, Chin An Clement Choong, Junhao Oscar Ooi, Pritpal Singh, Ryan Su-Shien Goh, Jason Jun Jie Tan, Ze Jun Wilmer Tay, Wen Wei Tow, Arun Vinoth Perumal Pillay, Ervin Sethi, Eugene Zhi Jun Foo, Muhd Zahin Mazali, Jing Li Koh | EGY Egito D 7-50 BRA Brasil D 7-53 | 3º           | Primeiro jogo COK Ilhas Cook V 27-20 Segundo jogo COK Ilhas Cook V 32-18 | 5º         |

## Hipismo
| Evento            | Atleta                                                 | Cavalo   | Preliminares | Preliminares | Preliminares | Preliminares | Preliminares | Preliminares | Final       | Final       | Pos. final |
| Evento            | Atleta                                                 | Cavalo   | Rodada A     | Rodada A     | Rodada B     | Rodada B     | Rodada B     | Total A+B    | Penal.      | Tempo       | Pos. final |
| Evento            | Atleta                                                 | Cavalo   | Penal. salto | Pos.         | Penal. salto | Penal. tempo | Total B      | Total A+B    | Penal.      | Tempo       | Pos. final |
| ----------------- | ------------------------------------------------------ | -------- | ------------ | ------------ | ------------ | ------------ | ------------ | ------------ | ----------- | ----------- | ---------- |
| Saltos individual | Pei Jia Caroline Chew                                  | Gatineau | 8            | 16º          | 4            | 0            | 4            | 12           | Não avançou | Não avançou | 17º        |
| Saltos por equipe | Pei Jia Caroline Chew (como integrante da equipe Ásia) | Gatineau | 12           | 4º           | 0            | 0            | 0            | 12           | Não avançou | Não avançou | 4º         |

## Hóquei sobre a grama
Masculino:
| Elenco | Preliminares                                                                             | Preliminares | Disputa pelo 5º lugar | Pos. final |
| Elenco | Grupo único                                                                              | Pos.         | Disputa pelo 5º lugar | Pos. final |
| --- | ---------------------------------------------------------------------------------------- | ------------ | --------------------- | ---------- |
| Samudra Pang Chian Ong, Shahid Manap, Mohd Haseef Salim, Nur Ashriq Ferdaus Zulkepli, Muhammad Zulfadhli Jasni Ismail, Silas Abdul Razak Noor Shah, Mohd Fadzly Mohamed Adam, Muhd Fadhil Muhd Rizaini, Muhammad Amirul Asyraf Abdul Aziz, Muhd Hidayat Mat Rahim, Muhammad Shafiq Abdul Rashid, Rui-Ming Kevin Ng, Abdul Rahim Abdul Rashid, Rahmat Abdul Jalil, Karleef Sasi Abdullah, Muhammadd Alfien Mohd Amir | AUS Austrália D 1-8 BEL Bélgica D 1-7 PAK Paquistão D 1-4 CHI Chile D 1-2 GHA Gana D 1-2 | 6º           | CHI Chile V 6-1       | 5º         |

## Judô
| Evento              | Atleta         | 1ª rodada                         | 1ª rodada repescagem       | 2ª rodada repescagem             | Final repescagem B | Disputa pelo bronze B | Pos. final |
| ------------------- | -------------- | --------------------------------- | -------------------------- | -------------------------------- | ------------------ | --------------------- | ---------- |
| Até 81 kg masculino | Chim Jie Lim   | GRE Alexios Ntanatsidis D 000-100 | MNE Rijad Dedeić D 000-021 | Não avançou                      | Não avançou        | Não avançou           | --         |
| Até 52 kg feminino  | Jing Fang Tang | RUS Anna Dmitrieva D 000-110      | Sem oponente               | TKM Jennet Geldybaýeva D 000-100 | Não avançou        | Não avançou           | --         |

| Evento         | Atleta                                              | 1ª rodada                  | 2ª rodada                 | Semifinais  | Final       | Pos. final |
| -------------- | --------------------------------------------------- | -------------------------- | ------------------------- | ----------- | ----------- | ---------- |
| Equipes mistas | Chim Jie Lim (como integrante da equipe Birmingham) | ZZX Equipe Cairo D 2-5     | Não avançou               | Não avançou | Não avançou | 12º        |
| Equipes mistas | Jing Fang Tang (como integrante da equipe Osaka)    | ZZX Equipe Barcelona V 5-3 | ZZX Equipe Belgrado D 4-4 | Não avançou | Não avançou | 5º         |

## Lutas
| Evento                    | Atleta                | Preliminares              | Preliminares            | Preliminares                 | Preliminares | Disputa do 7º lugar    | Pos. final |
| Evento                    | Atleta                | 1ª rodada                 | 2ª rodada               | 3ª rodada                    | Pos.         | Oponente Resultado     | Pos. final |
| Evento                    | Atleta                | Oponente Resultado        | Oponente Resultado      | Oponente Resultado           | Pos.         | Oponente Resultado     | Pos. final |
| ------------------------- | --------------------- | ------------------------- | ----------------------- | ---------------------------- | ------------ | ---------------------- | ---------- |
| Livre até 60 kg feminino  | Erna Natasha Puteri   | BUL Dzhanan Ahmed D 0-3   | IND Pooja Dhanda D 0-4  | USA Jenna Rose Burkert D 0-4 | 4º           | NZL Tayla Ford D 0-3   | 8º         |
| Livre até 54 kg masculino | Kester Chun Yue Leung | AUS Jayden Lawrence D 0-4 | AZE Kanan Guluyev D 0-4 | COL Yerzon Hernández D 0-4   | 4º           | TUN Maher Ghanmi D 0-4 | 5º         |

## Pentatlo moderno
| Evento              | Atleta                           | Esgrima (Espada 1 toque) | Esgrima (Espada 1 toque) | Esgrima (Espada 1 toque) | Natação (200 m livre) | Natação (200 m livre) | Natação (200 m livre) | Corrida e tiro (3000 m, pistola a laser) | Corrida e tiro (3000 m, pistola a laser) | Corrida e tiro (3000 m, pistola a laser) | Pontuação total | Pos. final |
| Evento              | Atleta                           | Result.                  | Pos.                     | Pontos                   | Tempo                 | Pos.                  | Pontos                | Tempo                                    | Pos.                                     | Pontos                                   | Pontuação total | Pos. final |
| ------------------- | -------------------------------- | ------------------------ | ------------------------ | ------------------------ | --------------------- | --------------------- | --------------------- | ---------------------------------------- | ---------------------------------------- | ---------------------------------------- | --------------- | ---------- |
| Individual feminino | Valerie Lim                      | 5                        | 24º                      | 560                      | 2:26.23               | 15º                   | 1048                  | 13:20.91                                 | 13º                                      | 1800                                     | 3408            | 18º        |
| Equipes mistas      | Valerie Lim e UKR Yuriy Fedechko | 36                       | 21º                      | 720                      | 2:04.24               | 8º                    | 1312                  | 15:13.54                                 | 2º                                       | 2428                                     | 4460            | 7º         |

## Remo
| Evento                  | Atleta                 | Elim.   | Elim.       | Repescagem | Repescagem  | Semifinais | Semifinais    | Final   | Final        |
| Evento                  | Atleta                 | Tempo   | Pos.        | Tempo      | Pos.        | Tempo      | Pos.          | Tempo   | Pos.         |
| ----------------------- | ---------------------- | ------- | ----------- | ---------- | ----------- | ---------- | ------------- | ------- | ------------ |
| Skiff simples feminino  | Joanna Lai Cheng Chan  | 4:04.54 | 4º (bat. 1) | 4:12.77    | 4º (rep. 2) | 4:19.58    | 4º (sf C/D 1) | 4:12.58 | 1º (Final D) |
| Skiff simples masculino | Nadzrie Hyckell Hamzah | 3:40.00 | 5º (bat. 4) | 3:44.10    | 5º (rep. 1) | 3:55.80    | 5º (sf C/D 1) | 3:56.66 | 2º (Final D) |

## Taekwondo
| Evento              | Atleta                  | 1ª rodada    | Quartas-de-final                | Semifinais                    | Final       | Pos. final        |
| ------------------- | ----------------------- | ------------ | ------------------------------- | ----------------------------- | ----------- | ----------------- |
| Até 55 kg masculino | Jia Jun Daryl Tan       | Sem oponente | MYA Naing Dwe Shein Shein V 6-5 | IRI Kaveh Rezaei D RSC 3 1:33 | Não avançou | Medalha de bronze |
| Até 73 kg masculino | Jia Zhe Christopher Lee | Sem oponente | KOR Jin Hak Kim D 1-12          | Não avançou                   | Não avançou | 8º                |
| Até 49 kg feminino  | Nur Zakirah Zakaria     | Sem oponente | CAN Melanie Phan D 6-15         | Não avançou                   | Não avançou | 5º                |
| Até 55 kg feminino  | Shafinas Abdul Rahman   | Sem oponente | KIR Kaburee Ioane V RSC 1 0:59  | VIE Nguyễn Thanh Thảo D 8-9   | Não avançou | Medalha de bronze |

## Tênis
| Evento           | Atleta       | 1ª rodada                             | Torneio de consolação                 | Torneio de consolação | Torneio de consolação | Torneio de consolação | Pos. final  |
| Evento           | Atleta       | 1ª rodada                             | 1ª rodada                             | Quartas-de-final      | Semifinais            | Final                 | Pos. final  |
| Evento           | Atleta       | Oponente Resultado                    | Oponente Resultado                    | Oponente Resultado    | Oponente Resultado    | Oponente Resultado    | Pos. final  |
| ---------------- | ------------ | ------------------------------------- | ------------------------------------- | --------------------- | --------------------- | --------------------- | ----------- |
| Simples feminino | Stefanie Tan | ROU Daria Gavrilova D 0-2 (2-6 e 3-6) | CAN Marianne Jodoin D 0-2 (4-6 e 5-7) | Não avançou           | Não avançou           | Não avançou           | Não avançou |

| Evento           | Atleta                         | 1ª rodada                                                   | Quartas-de-final   | Semifinais         | Final              | Pos. final |
| Evento           | Atleta                         | Oponente Resultado                                          | Oponente Resultado | Oponente Resultado | Oponente Resultado | Pos. final |
| ---------------- | ------------------------------ | ----------------------------------------------------------- | ------------------ | ------------------ | ------------------ | ---------- |
| Duplas femininas | Stefanie Tan e PUR Mónica Puig | RUS Daria Gavrilova/ RUS Yulia Putintseva D 0-2 (4-6 e 5-7) | Não avançou        | Não avançou        | Não avançou        | --         |

## Tênis de mesa
| Evento            | Atleta                                   | Preliminares | Preliminares | Preliminares | 2ª fase                   | 2ª fase | 2ª fase                   | Quartas-de-final                                          | Semifinais                                              | Final                                        | Pos. final |
| Evento            | Atleta                                   | Grupo        | Confrontos | Pos.         | Grupo                     | Confrontos | Pos.                      | Quartas-de-final                                          | Semifinais                                              | Final                                        | Pos. final |
| ----------------- | ---------------------------------------- | ------------ | --- | ------------ | ------------------------- | --- | ------------------------- | --------------------------------------------------------- | ------------------------------------------------------- | -------------------------------------------- | ---------- |
| Simples feminino  | Isabelle Siyun Li                        | F            | GBR Alice Loveridge V 3-0 (14-12, 11-1, 11-3) JPN Ayuka Tanioka D 2-3 (9-11, 5-11, 11-9, 18-16, 6-11) NZL Julia Wu V 3-0 (11-3, 11-2, 11-5) | 2º           | BB                        | KOR Yang Ha-Eun D 0-3 (8-11, 5-11, 5-11) USA Ariel Hsing V 3-1 (10-12, 11-5, 11-4, 11-9) CRO Mateja Jeger V 3-0 (11-8, 11-6, 11-8)                                | 2º                        | ROU Bernadette Szocs V 4-1 (11-8, 5-11, 11-5, 11-8, 11-7) | THA Suthasini Sawettabut V 4-0 (11-9, 11-6, 11-6, 11-9) | CHN Gu Yuting D 0-4 (8-11, 5-11, 8-11, 9-11) | [ 22 ]     |
| Simples masculino | Zhe Yu Clarence Chew                     | B            | MAW Patrick Massah V 3-0 (11-3, 11-2, 11-5) TPE Tzu-Hsiang Hung D 0-3 (6-11, 4-11, 8-11) TUN Adem Hmam V 3-1 (11-7, 11-9, 11-13, 11-8)      | 2º           | DD                        | SWE Hampus Soderlund V 3-1 (9-11, 11-6, 11-9, 11-6) AUT Stefan Leitgeb D 2-3 (11-9, 8-11, 8-11, 11-5, 3-11) NGR Ojo Onaolapo D 2-3 (9-11, 11-8, 4-11, 11-6, 7-11) | 3º                        | Não avançou                                               | Não avançou                                             | Não avançou                                  | --         |
| Equipes mistas    | Isabelle Siyun Li e Zhe Yu Clarence Chew | H            | Intercontinental 2 V 2-1 (2-3, 3-0, 3-1) EGY Egito V 3-0 (3-0, 3-1, 3-1) África 1 V 2-1 (3-0, 1-3, 3-0)                                     | 1º           | Europa 4 V 2-0 (3-0, 3-1) | Europa 4 V 2-0 (3-0, 3-1) | Europa 4 V 2-0 (3-0, 3-1) | JPN Japão D 1-2 (3-0, 1-3, 2-3)                           | Não avançaram                                           | Não avançaram                                | 5º         |

## Tiro
| Evento                       | Atleta              | Qualificação | Qualificação | Qualificação | Qualificação | Qualificação | Qualificação | Qualificação | Qualificação | Final       | Final       | Final       | Final       | Final       | Final       | Final       | Final       | Final       | Final       | Final       | Final       | Final       |
| Evento                       | Atleta              | 1            | 2            | 3            | 4            | 5            | 6            | Total        | Pos.         | 1           | 2           | 3           | 4           | 5           | 6           | 7           | 8           | 9           | 10          | Total final | Total       | Pos. final  |
| ---------------------------- | ------------------- | ------------ | ------------ | ------------ | ------------ | ------------ | ------------ | ------------ | ------------ | ----------- | ----------- | ----------- | ----------- | ----------- | ----------- | ----------- | ----------- | ----------- | ----------- | ----------- | ----------- | ----------- |
| Carabina de ar 10 m feminino | Shang Hui Carol Lee | 98           | 100          | 98           | 97           |              |              | 393          | 6º           | 10.1        | 9.9         | 9.8         | 10.3        | 10.4        | 9.7         | 9.4         | 10.1        | 10.1        | 10.4        | 100.2       | 493.2       | 7º          |
| Pistola de ar 10 m masculino | Wen Yi Wu           | 89           | 90           | 89           | 94           | 94           | 90           | 546          | 18º          | Não avançou | Não avançou | Não avançou | Não avançou | Não avançou | Não avançou | Não avançou | Não avançou | Não avançou | Não avançou | Não avançou | Não avançou | Não avançou |

## Tiro com arco
| Evento               | Atleta                                   | Qualificatória | Qualificatória | 1ª rodada                                          | Oitavas-de-final                                     | Quartas-de-final                         | Semi-finais                                  | Final                                                | Pos. final        |
| Evento               | Atleta                                   | Resultado      | Pos.           | Oponente Resultado                                 | Oponente Resultado                                   | Oponente Resultado                       | Oponente Resultado                           | Oponente Resultado                                   | Pos. final        |
| -------------------- | ---------------------------------------- | -------------- | -------------- | -------------------------------------------------- | ---------------------------------------------------- | ---------------------------------------- | -------------------------------------------- | ---------------------------------------------------- | ----------------- |
| Individual masculino | Abdud Dayyan Jaffar                      | 618            | 14º            | FRA Julien Rossignol V 7-1                         | GBR Mark Nesbitt V 6-4                               | SLO Gregor Rajh D 0-6                    | Não avançou                                  | Não avançou                                          | 7º                |
| Individual feminino  | Elizabeth Cheok                          | Não competiu   | --             | KOR Kwak Ye-Ji D WO                                | Não avançou                                          | Não avançou                              | Não avançou                                  | Não avançou                                          | --                |
| Individual feminino  | Tze Rong Vanessa Loh                     | 601            | 15º            | TUR Begunhan Unsal D 5-6                           | Não avançou                                          | Não avançou                              | Não avançou                                  | Não avançou                                          | --                |
| Equipes mistas       | Abdud Dayyan Jaffar e TUR Begunhan Unsal |                |                | RUS Tatiana Segina/ POL Maciej Jaworski V 6-4      | DEN Nynn Holdt-Caspersen/ FRA Julien Rossignol V 6-2 | SLO Brina Bozic/ AUS Benjamin Nott V 6-2 | ITA Gloria Filippi/ BLR Anton Karoukin D 0-6 | ESP Miriam Alarcon/ BAN Emdadadul Haque Milon* V 6-5 | Medalha de bronze |
| Equipes mistas       | Elizabeth Cheok e MEX Jafet Farjat       |                |                | CHN Jia Song/ ITA Lorenzo Pianesi D 0-6            | Não avançou                                          | Não avançou                              | Não avançou                                  | Não avançou                                          | --                |
| Equipes mistas       | Tze Rong Vanessa Loh e ESP Carlos Rivas  |                |                | TJK Kristina Zaynutdinova/ KOR Min Beom Park V 6-0 | SLO Brina Bozic/ AUS Benjamin Nott D 4-6             | Não avançou                              | Não avançou                                  | Não avançou                                          | --                |

* - Disputa pelo bronze.

## Triatlo
| Evento               | Triatleta                                             | Natação | Transição 1 | Ciclismo | Transição 2 | Corrida | Tempo total | Pos. |
| -------------------- | ----------------------------------------------------- | ------- | ----------- | -------- | ----------- | ------- | ----------- | ---- |
| Individual masculino | Scott Yiqiang Ang                                     | 9:20    | 0:32        | 30:33    | 0:27        | 21.23   | 1:02:15.11  | 29º  |
| Individual feminino  | Wan Qi Clara Wong                                     | 9:58    | 0:41        | 47:24    | 0:34        | 22:53   | 1:21:30.85  | 30º  |
| Revezamento          | Scott Yiqiang Ang (como integrante da equipe Ásia 3)  |         |             |          |             |         | 1:34:28.69  | 15º  |
| Revezamento          | Wan Qi Clara Wong (como integrante da equipe Mundo 2) |         |             |          |             |         | 1:27:34.96  | 12º  |

## Vela
| Evento              | Atleta                   | Regata | Regata | Regata | Regata | Regata | Regata | Regata | Regata | Regata | Regata | Regata | Regata | Total | Posição           |
| Evento              | Atleta                   | 1      | 2      | 3      | 4      | 5      | 6      | 7      | 8      | 9      | 10     | 11     | M      | Total | Posição           |
| ------------------- | ------------------------ | ------ | ------ | ------ | ------ | ------ | ------ | ------ | ------ | ------ | ------ | ------ | ------ | ----- | ----------------- |
| Techno 293 feminino | Audrey Pei Lin Yong      | 4      | 1      | 4      | 8      | 4      | 2      | 7      | 6      | 4      | 8      |        | 3      | 43    | Medalha de bronze |
| Byte CII masculino  | Darren Wong Loong Choy   | 10     | 7      | 24     | 2      | 9      | 3      | 3      | 4      | 15     | 13     | 18     | 12     | 78    | 7º                |
| Byte CII feminino   | Natasha Michiko Yokoyama | 6      | 7      | 23     | 6      | 4      | 1      | 20     | 6      | 20     | 1      | 12     | 3      | 66    | 5º                |

Notas:
- M - Regata da Medalha
- OCS – On the Course Side of the starting line
- DSQ – Disqualified (Desclassificado)
- DNF – Did Not Finish (Não completou)
- DNS – Did Not Start (Não largou)
- BFD – Black Flag Disqualification (Desclassificado por bandeira preta)
- RAF – Retired after Finishing (Retirou-se após completar a prova)

## Voleibol
Feminino:
| Elenco | Preliminares                                                             | Preliminares | Disputa pelo 5º lugar                        | Pos. final |
| Elenco | Grupo A                                                                  | Pos.         | Disputa pelo 5º lugar                        | Pos. final |
| --- | ------------------------------------------------------------------------ | ------------ | -------------------------------------------- | ---------- |
| Joelle Shu Yu Lim, Yi Ting Tan, Yet Ting Dorita Peng, Cassandra Hwee Min Tay, Qian Lin Marylyn Yeo, Kan An Michelle Chia, Ling Ying Loh, Cai Ting Cheryl Chan, Qi Hui Ang, Wei Ting Stephanie Ng, Siew Hoon Seah, Y. C. Jacqueline Chiang | PER Peru D 0-3 (11-25, 13-25, 12-25) JPN Japão D 0-3 (9-25, 16-25, 9-25) | 3º           | EGY Egito D 1-3 (25-20, 18-25, 19-25, 19-25) | 6º         |